# R3-as autóút (Szlovákia)
Az R3-as autóút (R3) egy tervezett gyorsforgalmi út Szlovákiában,  a lengyel határtól a magyar határig észak-déli irányban. A lengyel határnál jelenleg tervezett gyorsforgalmi úthoz nem csatlakozik, és a magyar határmetszéspontja (ahol az M2-es autóútban folytatódna) is bizonytalan. Jelenleg nincsen építés alatt álló szakasza.
Három részből áll: Trsztenától északra a D1-es autópálya Gombás csomópontjáig; a középső rész a D1-es autópálya Turócszentmárton csomópontjától a rásztonyi gyorsforgalmi csomópontig; és a déli rész az R1-es gyorsforgalmi út zólyombúcsi kereszteződésétől a szlovák-magyar határáig, Ipolyság közelében. Ipolyság és Gyűgy között keresztezi a tervezett R7-es autóutat. 
Az R3-as autóút teljes hossza – közös szakaszok kivételével – körülbelül 187 km. Az R3-as autóút út déli szakaszának konkrét útvonalát még nem határozták meg. Az út déli részének útvonalán, nagyjából Zólyom és a magyar államhatár között több nyomvonalat tartalmaz, így a műszaki tanulmány lehetőségét ad arra, hogy Ipolyság helyett Párkány legyen az út végpontja, de ugyanakkor a nyomvonal vizsgálat lehetővé teszi az R3-as gyorsforgalmi út Garamszentbenedeken keresztüli vezetését is. Az egyes szakaszok hossza és útvonala a 2019-es építési terveken alapulnak, de tekintettel arra, hogy az R3-as autóút sok szakaszát csak a jövőben tervezik csak véglegesen kijelölni, szinte biztos, hogy az építetlen szakaszok hossza és útvonala megváltozik.
Az R3-as gyorsforgalmi út az E77 nemzetközi útvonalat követve halad. Az autóút megkönnyíti a forgalmat a 65-ös főútvonalon található Jánoshegy hegyszoroson. Az autóút szinte teljes hosszának építéséhez utak, folyó medrek és közművezetékek áthelyezésére lesz szükség, a környezet védeleme érdekében pedig egy szennyvízcsatornarendszer kerül kiépítésre továbbá zajvédő falak építésre.

## Története
Az első szakasza Árvaváralja és Felsőlehota között 2004-2007. között épült meg 2x1 sávos szakaszként, biztosítva a települések elkerülő szakaszát. Ezt követően 2008 és 2010. között megépült a Trsztena déli elkerülő szakasza 2x1 sávos szakasza 7,2 km hosszban. Ugyanebben az időszakban kivitelezésre került 109 km-el távolabb a Felsőstubnya keleti elkerülő szakasza is 2x1 sávos útként 4,7 km hosszan. Turócszentmártonban 2011-2015 között az D1-es autópálya beruházás részeként elkészült a rövid 1,5 km-es R3-es autóút 2x2 sávos szakasza a 18-as főútig, egyben a városi iparterületet feltáró útjaként.
2017-ben gyalogos blokádot szerveztek az autóút mielőbbi kiépítése érdekében Ipolyságban. 2019. október 17-én kiadott közlemény alapján az illetékes minisztérium leállítja a környezeti hatásvizsgálatot az R3-as autóút Zólyom és Ipolyság közötti szakaszának előkészítésével összefüggésben. Az indoklás szerint felesleges a teljes 70 km-es szakaszra terveket készítése, ha belátható időn belül csak 10 km-es szakasz megvalósítására van reális esély. 2019. november 27-én a Közép-Szlovákia déli régióinak lakosai tüntettek kedden a parlament épülete előtt, az R3-as gyorsforgalmi út Zólyom és Ipolyság közötti szakaszának és a hozzá tartozó elkerülő utak mielőbbi kiépítését követelve. A tiltakozás kiváltó oka az volt, hogy előtte egy nappal a teljes szakasz vizsgálatát leállították és annak továbbtervezését csak a megvalósítás előtt álló lehetséges 10 km-es szakaszra korlátozták.

## Díjfizetés
Az út díjfizetés ellenében vehető majd igénybe.